# Kazuo Oga
Kazuo Oga (男鹿 和雄 Oga Kazuo?, nació el 29 de febrero de 1952, en Akita Prefecture, Japan) es director de arte y artista de fondo para muchas películas de anime de Madhouse Studio y Studio Ghibli. Oga ha trabajado con los principales directores Hayao Miyazaki, Isao Takahata, Yoshiaki Kawajiri, Osamu Dezaki. También publicó dos libros de arte y dirigió un cortometraje de animación.

## Obras (selección)

### Director
- Taneyamagahara no Yoru (種山ヶ原の夜 Taneyamagahara no Yoru?), 2006

### Director de arte
- Las fantásticas aventuras de Unico - (ユ ニ コUnico ), 1979
- Ashita no Joe - (あ し た の ジ ョ ー 2 Ashita no Jō Tsū ), 1980
- Hadashi no Gen - (は だ し の ゲ ンHadashi no gen ), 1983
- Toki no Tabibito -Time Stranger- (時空 の 旅人Toki no Tabibito), 1986
- Ciudad malvada - (妖 獣 都市Yōjū Toshi ), 1987
- Mi vecino Totoro - (と な り の ト ト ロTonari no Totoro ), 1988
- Chicas en ropa de verano - (夏服 の 少女 た ちNatsufuku no Shōjo-tachi ), 1988
- Recuerdos del ayer - (お も ひ で ぽ ろ ぽ ろOmohide Poro Poro ), 1991
- Pompoko - (平 成 狸 合 戦 ぽ ん ぽ こHeisei Tanuki Gassen Pon Poko ), 1994
- La Princesa Mononoke - (も の の け 姫Mononoke Hime ), 1997
- El cuento de la princesa Kaguya - (か ぐ や 姫 の 物語Kaguya-hime no Monogatari ), 2013

### Asistente de director de arte de fondo
- La isla del tesoro - (宝島Takarajima ), 1978
- Cobra - (コ ブ ラ ス ペ ー ス ア ド ベ ン チ ャ ーKobura Supēsu Adobenchā ), 1982

### Arte de fondo
- Panda Kopanda: Amefuri Sākasu no Maki - (パ ン ダ コ パ ン ダ 雨 降 り サ ー カ ス の 巻Panda Kopanda: Amefuri Sākasu no Maki ), 1973
- Gamba no Bōken - (ガ ン バ の 冒 険Ganba no Bōken ), 1975
- Remi - (家 な き 子Ie Naki Ko ), 1977
- Makoto-chan - (ま こ と ち ゃ んMakoto Chan ), 1980
- Genma Taisen - (幻魔 大 戦Genma Taisen), 1983
- Unico - (ユ ニ コ 魔法 の 島 へUnico: Mahō no Shima e ), 1983
- Lensman - (SF 新 世紀 レ ン ズ マ ンSF Shinseiki Lensman ), 1984
- Kamui no Ken - (カ ム イ の 剣Kamui no Ken), 1985
- Hadashi no Gen 2 - (は だ し の ゲ ン 2 Hadashi no Gen 2 ), 1986
- Hoero! Bun Bun - (ほ え ろ ブ ン ブ ンHoero! Bun Bun ), 1987
- Novia de Deimos - (悪 魔 の 花嫁 蘭 の 組曲Akuma no Hanayome - Ran no Kumikyoku ), 1988
- Makai Toshi: Shinjuku - (魔界 都市 新宿Makai Toshi: Shinjuku), 1988
- Goku: Midnight Eye - (Midnight Eye ゴ ク ウMidnight Eye Gokū), 1989
- Majo no Takkyūbin - (魔女 の 宅急便Majo no Takkyūbin), 1989
- Urusei Yatsura - (う る 星 や つ ら い つ だ っ て マ イ ・ ダ ー リ ンUrusei Yatsura Itsudatte Mai Dārin), 1991
- Porco Rosso - (紅 の 豚Kurenai no Buta ), 1992
- Ninja Scroll - (獣 兵衛 忍 風 帖Jūbē Ninpūchō ), 1993
- On Your Mark - (オ ン ・ ユ ア ・ マ ー クEn Yua Māku), 1995
- Susurros del corazón - (耳 を す ま せ ばMimi o Sumaseba), 1995
- Rurouni Kenshin - (る ろ う に 剣 心 - 明治 剣 客 浪漫 譚 - 維新 志士 へ の 鎮魂歌Rurōni Kenshin Meiji Kenkaku Rōmantan Ishin Shishi e no Requiem ), 1997
- Vampire Hunter D: Bloodlust - (バ ン パ イ ア ハ ン タ ー D Banpaia hantâ D), 2000
- El viaje de Chihiro - (千 と 千尋 の 神 隠 しSen to Chihiro no Kamikakushi ), 2001
- InuYasha: El amor a través del tiempo - (映 画 犬夜叉 時代 を 越 え る 想 いEiga Inuyasha: Toki o Koeru Omoi ), 2001
- Neko no Ongaeshi - (猫 の 恩 返 しNeko no Ongaeshi ), 2002
- Fantastic Children - (フ ァ ン タ ジ ッ ク チ ル ド レ ンFantajikku Chirudoren ), 2004
- Howl no Ugoku Shiro - (ハ ウ ル の 動 く 城Hauru no Ugoku Shiro ), 2004
- La chica que saltaba a través del tiempo - (時 を か け る 少女Toki o Kakeru Shōjo), 2006
- Cuentos de Terramar - (ゲ ド 戦 記Gedo Senki), 2006
- Highlander: En busca de la venganza 2007
- Ponyo - (崖 の 上 の ポ ニ ョGake no Ue no Ponyo), 2008
- Kawa no Hikari - (川 の 光Kawa no Hikari ), 2009
- Summer Wars - (サ マ ー ウ ォ ー ズSamā Wōzu ), 2009
- Karigurashi no Arriety - (借 り ぐ ら し の ア リ エ ッ テ ィKari-gurashi no Arietti ), 2010
- Una carta para Momo - (も も へ の 手紙Momo e no Tegami ), 2012
- El recuerdo de Marnie - (思い出のマーニーOmoide no Mānī ), 2014
- El niño y la bestia - (バケモノの子Bakemono no Ko ), 2015
- Okko y los fantasmas - (若おかみは小学生！Waka Okami wa Shōgakusei! ), 2018
- Mary y la flor de la bruja - (メアリと魔女の花Mary to Majo no Hana ), 2017
- El chico y la garza - (君たちはどう生きるかKimitachi wa Dō Ikiru ka ), 2023

### Arte en libros
- Colección de arte Kazuo Oga ( Oga Kazuo Gashuu ). Tokuma Shoten, 1996. ISBN 4-19-860526-2
- Colección de arte Kazuo Oga II ( Oga Kazuo Gashuu II ). Tokuma Shoten, 2005. ISBN 4-19-862074-1

## Exposición
El Museo de Arte Contemporáneo de Tokio, Japón, patrocinó una exposición llamada Kazuo Oga: El hombre que dibujó el bosque de Totoro del 21 de julio de 2007 al 30 de septiembre de 2007. Un documental sobre esta exposición "Exposición Oga Kazuo: Ghibli No Eshokunin - El que pintó el bosque de Totoro" (ジ ブ リ の 絵 職 人 男 鹿 和 雄 展 ト ト ロ の 森 を 描 い た 人) fue lanzado en DVD y Blu-ray. 